# Trnavčevići u divljini
Trnavčevići u divljini (engl. The Wild Thornberrys) je američka animirana serija. Prvi put je prikazana na Nikelodionu 1. septembra 1998. godine. Poslednji put je prikazana 11. juna 2004. godine. U Srbiji je emitovana na televiziji B92 tokom 4. januara 2009 godine. Seriju je sinhronizovala TV B92.

## Likovi
- Eliza Trnavčević je devojčica koja mnogo voli životinje i uz to je dobila moć da priča sa njima. Ona se stalno prevozi u kombiju i pravi razne nestašluke.[1][2]

- Darvin je smešni šimpanza i Elizin najbolji drug. Zajedno su u svakoj avanturi osim kada se posvađaju.

- Doni je dečak iz džungle koji nosi samo šorts sa crnim prugama. Njega su našli kada su tražili gorile. Stalno trči i skače po svemu.

- Debi Trnavčević je Elizina i Donijeva sestra koja se pravi važna. Ona uopšte ne voli Elizu osim kada joj je potrebna. Ona ima dnevnik u kome svašta piše.

- Najdžel Trnavčević je Debin, Elizin i Donijev otac. Ima narandžastu kosu i brkove. On je voditelj emisije Životinjski svet Najdžela Trnavčevića. To je njegova emisija o životinjama.

- Marijana Trnavčević je Najdželova žena odnosno Elizina, Debina i Donijeva majka. Ona snima Najdželovu emisiju. Kada Eliza napravi problem ona stalno govori da će ići kući u Srbiju (engl. Scotland)

## Uloge
Srpsku sinhronizaciju producirala i premijerno je emitovala televizija B92 i obuhvata svih 5 sezona serije. 
| Lik                 | Glumac (original) | Glumac (srpska sinh.) |
| ------------------- | ----------------- | --------------------- |
| Eliza Trnavčević    | Lejsi Čabert      | Vladislava Đorđević   |
| Darvin              | Tom Kejn          | Dimitrije Stojanović  |
| Doni                | Majkl Balzari-Fli |                       |
| Debi Trnavčević     | Danijela Haris    | Mariana Aranđelović   |
| Najdžel Trnavčević  | Tim Kari          | Žika Milenković       |
| Marijana Trnavčević | Jodi Karlajl      | Vladislava Đorđević   |

## Referen
1. ↑  Graeber, Laurel (30. 7. 2000). „SPOTLIGHT; She Can Talk to the Animals (Don't Tell)”. The New York Times. Приступљено 29. 11. 2019.
2. ↑  January 23, Cassidy Ward on; Television, Cassidy Ward on. „Saturday Morning Cartoon! ‘The Wild Thornberrys’”. Big Shiny Robot. Приступљено 29. 11. 2019.